# 香港宣教會
香港宣教會（英語：Hong Kong Evangelical Church），是香港的基督教教會組織，創立於1966年4月10日。香港宣教會主要透過開辦閱覽中心（自修室）、老人中心、家庭中心等社會服務工作，展開傳教工作，宣揚福音，建立堂會。

## 簡史
1953年11月28日，美國的「遠東宣教會」（Oriental Missionary Society, OMS）的女宣教士文玉棠（Florence Munroe）由美國扺達香港，早期工作是開設小型福音堂。（「遠東宣教會」於1973年改名為「國際宣教協會」（OMS International)，2010年再將英文名稱為 "One Mission Society"。）
1954年2月27日，在香港設立的首間福音堂正式啟用，位於九龍深水埗鴨寮街，訂名「遠東宣教會中華聖潔會香港第一支會」（後改名為「遠東宣教會恩光堂」），由何銳志先生和蔡遇恩姑娘擔任傳道人。
1954年10月31日，舉行首屆洗禮，48人受洗，由美國遠東宣教會派駐台灣的宣教士 Rev. Uri Chandler 施洗。
1955年2月27日，舉行第2屆洗禮，22人受洗，由美國遠東宣教會董事 Rev. Harry Woods 主持施洗。
1955年7月，成立第二間福音堂，位於深水埗白揚街，訂名「遠東宣教會中華聖潔會香港第二支會」（其後改稱為「遠東宣教會恩雨堂」）。這堂開始時有55位責任會友。1956年，會友人數曾至約有100人。 
1954年，政府興建七層徙置大廈。文玉棠開始創辦天台小學植堂。1954年 至1960年，遠東宣教會共開辦了4間位於徙置大廈的天台小學，分別為：
- 頌恩小學，1955年成立，位於大坑東徙置區 F 座，是匯基書院前身。
- 靈恩小學，1956年成立，位於李鄭屋村第三座。
- 尚恩學校，1958年成立，位於石硤尾新區Z座。
- 竹園小學，1960年成立，位於黃大仙新區M座。

1957年，美國遠東宣教會總會派遣麥嘉理牧師（Rev. McClain）來港和文玉棠合作，並於深水埗大埔道開辦一所小型的聖經學院：「遠東宣教會中台聖經學院香港分院」。
1961年，總會差派遠東宣教會年青宣教士，開始 ECC（Every Creature Crusade）佈道隊在香港鄉郊進行佈道工作，先後在新界成立多間福音堂：
- 錦田福音堂，1961年8月成立，曾光先任堂主任。
- 上水福音堂，1961年成立。（1971年結束）
- 石湖塘福音堂，1962年成立。
- 荃灣福音堂，1964年成立，譚迺慈任堂主任。
- 大埔福音堂，1968年成立。（1976年結束）

1962年8月14日，政府將九龍大坑東一幅 25,828 平方呎的地給予遠東宣教會，其中 19,364 方呎地由政府免費提供，用作興建一所有12個課室的學校（頌恩小學）及作醫療院（救恩醫療中心）之用途，其餘 6,464 方呎地以每方呎7美元購得，用作興建禮拜堂（恩磐堂）之用。
1966年4月，遠東宣教會將首建之堂會遷入大坑東棠蔭街新禮拜堂作為新基址，並與「大埔道堂」合併，易名為「恩磐堂」。
1966年4月10日，「香港宣教會」正式成立。這個地方性區聯會成立後，遠東宣教會將在香港建立的堂會都轉入其名下。香港宣教會總辦事處位於大坑東棠蔭街七號三樓，即新成立之「恩磐堂」內。首屆行政董事主席為珥尼良弼牧師（Rev. Robert Erny）。 

## 堂會
| 堂會   | 成立年份 | 地址                                                         | 其他服務              |
| 恩磐堂 | 1954     | 大坑東棠蔭街七號                                             | 總辦事處              |
| 恩雨堂 | 1955     | 尖沙咀金巴利街7-11號安聯大廈一樓全層                         |                       |
| 恩召堂 | 1960     | 土瓜灣靠背壟道151號都會151地下1號舖及一樓三號                |                       |
| 恩典堂 | 1965     | 元朗教育路37號南天大廈一樓101-102,104-106室                  |                       |
| 恩澤堂 | 1967     | 荃灣大窩口德大徑三號德大閣一樓C室                            |                       |
| 恩錫堂 | 1967     | 沙田石門安群街1號京瑞廣場2期7樓J-K室                         | 鄰舍中心              |
| 恩佑堂 | 1971     | 深水埗昌華街28號順寧大廈二樓C–F座                            |                       |
| 恩基堂 | 1976     | 深水埗青山道438號麗群閣2樓9-16室                             |                       |
| 恩盈堂 | 1979     | 油塘中心嘉貴商場106-126，143-157室                           | 閱覽中心              |
| 恩褔堂 | 1983     | 屯門大興邨興耀樓地下15-21號                                  | 長者鄰舍中心          |
| 恩全堂 | 1983     | 大埔大元邨泰民樓三樓317-322室 大埔大元邨泰怡樓B座地下17-19室 | 閱覽中心 鄰舍中心     |
| 恩霖堂 | 1991     | 上水彩園邨彩麗樓29-40號地下                                  | 家庭中心 社區服務中心 |
| 恩浩堂 | 1991     | 九龍彌敦道788-790號利美大廈三樓A室                           |                       |
| 恩光堂 | 1993     | 粉嶺欣盛苑商場KG01                                           | 家庭中心              |
| 恩田堂 | 1995     | 九龍白田偉智街39號寶田大廈一樓16-18室                        |                       |
| 恩溢堂 | 1995     | 油塘高怡邨高志樓地下3號                                      | 閱覽中心              |
| 恩耀堂 | 1996     | 屯門海榮路22號屯門中央廣場十一樓1120-1123室                  |                       |
| 恩言堂 | 2006     | 香港上環德輔道中279-281號豐和商業大廈3字樓                   |                       |
| 恩道堂 | 2008     | 屯門良田邨69A一樓                                            |                       |
| 恩晴堂 | 2011     | 天水圍天晴邨天晴服務設施大樓一樓101號                        |                       |

## 內部連結
- 滙基書院

## 外部連結
- 國際國際宣教協會（One Mission Society） （页面存档备份，存于）
- 香港宣教會 （页面存档备份，存于）
- 香港宣教會恩磐堂 （页面存档备份，存于）
- 香港宣教會恩典堂 （页面存档备份，存于）
- 香港宣教會恩盈堂 （页面存档备份，存于）